# Marisabel Lomba
Marie-Isabelle Lomba, detta Marisabel (Charleroi, 17 agosto 1974), è un'ex judoka belga.

## Palmarès

### Olimpiadi
- 1 medaglia:
  - 1 bronzo (Atlanta 1996 nei -56 kg)

### Europei
- 1 medaglia:
  - 1 oro (Ostenda 1997 nei -56 kg)